# فقدان الجنين

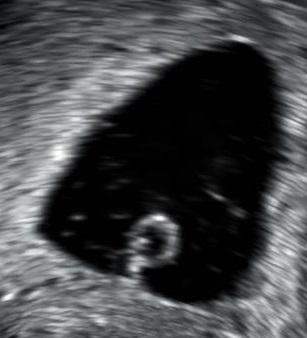
التصوير بالموجات فوق الصوتية عبر المهبل يظهر كيس حمل يبلغ قطره 28 مم، وهو ما يعادل عمر الحمل البالغ حوالي 7 أسابيع و5 أيام. ولكن لا يوجد جنين، حتى بعد المسح عبر جميع مستويات كيس الحمل.

فُقدان الجنين (المعروف أيضًا باسم موت الجنين أو ارتشاف الجنين) هو موت الجنين في أي مرحلة من مراحل نموه، والتي تكون عند البشر بين الأسبوع الخامس والأسبوع العاشر من الحمل.
يؤدي فشل نمو الجنين في كثير من الأحيان إلى تفكك واستيعابه أنسجته في الرحم. يؤدي فقدان الجنين خلال المراحل المبكرة من النمو السابق للولادة إلى عملية مماثلة هي ارتشاف الجنين. وغالبًا ما يحدث فقدان الجنين دون وعي بالحمل، ويقدر أن 40 إلى 60 في المئة من الاجنة لا تبقى على قيد الحياة.

## عيادة الخصوبة
يرتبط فقدان الأجنة داخل عيادات الخصوبة [الإنجليزية] بارتفاع عدد الأجنة المزروعة. كما أن الاحتفاظ بالأجنة في خزانات يمكن أن يزيد من مخاطر فقدان الأجنة في الحالات التي قد تحدث فيها أعطال تقنية.